# Oxyrrhynchium confervoideum
Oxyrrhynchium confervoideum là một loài rêu trong họ Brachytheciaceae. Loài này được Sim mô tả khoa học đầu tiên năm 1926.